# Théorie de l'esprit
La théorie de l'esprit (de l'anglais theory of mind) désigne, en sciences cognitives, non pas une théorie, mais l'aptitude permettant à un individu d’attribuer des états mentaux inobservables (ex. : intention, désir, sentiment, conviction...) à soi-même ou à d'autres individus. « Le principe de base étant celui de l’attribution ou de l’inférence, les états affectifs ou cognitifs d’autres personnes sont déduits sur la base de leurs expressions émotionnelles, de leurs attitudes ou de leur connaissance supposée de la réalité ».
Cette capacité est centrale dans la cognition sociale humaine et joue un rôle primordial dans les interactions sociales — communication, empathie, collaboration, enseignement, compétition, etc., en permettant de mieux s'expliquer les attitudes des autres pour mieux prédire et anticiper leurs comportements et y adapter les nôtres.
Différentes branches de la psychologie se sont intéressées à cette capacité depuis la fin des années 1970 : en éthologie afin de déterminer si la théorie de l'esprit est présente chez d'autres espèces ; en psychologie du développement afin de comprendre comment cette capacité se développe au cours de l'enfance ; en neuropsychologie dans des populations spécifiques (personnes du spectre autistique et schizophrènes notamment) et chez l'adulte typique afin de décrire les mécanismes sous-jacents et les bases neurales de cette aptitude.
Bien qu'il y ait certains aspects philosophiques dans l'étude de cette capacité, la théorie de l'esprit est à distinguer de la philosophie de l'esprit.

## Histoire
L'expression « théorie de l'esprit » provient de l'éthologie. Elle a été introduite en 1978 par les éthologues David Premack et Guy Woodruff dans une étude visant à déterminer si les chimpanzés pouvaient attribuer des états mentaux à d'autres individus. En psychologie expérimentale, Heider et Simmel se sont en 1944 intéressés à la capacité à attribuer des états mentaux (en l'occurrence à des formes géométriques en mouvement).
L'étude expérimentale de la théorie de l'esprit s'est faite en lien avec des réflexions philosophiques sur cette capacité. Ainsi, dans un commentaire de l'étude de Premack et Woodruff, le philosophe Daniel Dennett souligne la difficulté de véritablement tester si un individu utilise une théorie de l'esprit. Il propose comme critère la capacité à attribuer à une autre personne des croyances différentes de ses propres croyances. Ce critère a donné naissance à la tâche de fausse croyance décrite pour la première fois par Wimmer et Perner en 1983 et très largement utilisée ensuite dans les études de psychologie comparée et de psychologie du développement.
Depuis le développement des techniques d'imagerie cérébrale, le champ des neurosciences sociales qui s'intéresse notamment aux bases neurophysiologiques de la théorie de l'esprit s'est rapidement développé.

### Définition
La théorie de l'esprit est une capacité cognitive qui permet de se représenter les états mentaux d'autres individus et d'utiliser ces représentations afin d'expliquer ou de prédire leur comportement. Cette capacité est inférentielle par nature puisque les états mentaux (croyances, désirs, émotions…) des autres individus ne sont pas observables directement, mais doivent donc être inférés à partir de l'observation de leur comportement (choix, réactions émotionnelles, etc.).
La notion de théorie de l'esprit est proche de la notion d'empathie. Cependant, la notion d'empathie comporte une dimension émotionnelle et affective alors que la théorie de l'esprit renvoie plutôt à des processus cognitifs représentationnels.
L'expression « théories de l'esprit », au pluriel, apparaît régulièrement pour mettre l'accent sur la diversité, phylogénétique et ontogénétique, des systèmes cognitifs pouvant rendre compte de différents niveaux de compréhension du comportement des autres.
Le terme « théorie de l'esprit » est parfois jugé inadapté : pour certains parce qu'il postule le développement d'une « théorie » sur l'esprit des autres, ce qui est débattu, pour d'autres, car cela impliquerait à tort une capacité sans faille chez les adultes sains. 

## Lien avec la philosophie de l'esprit
Les débats contemporains de la théorie de l'esprit s'inscrivent dans une riche tradition philosophique de l'étude de l'esprit : on peut faire remonter le questionnement sur la nature de l'esprit à Descartes.
À partir des années 1950, les travaux respectifs de Fritz Heider et Wilfrid Sellars ont introduit l'idée de l'usage d'une théorie psychologique du sens commun ou psychologie naïve que les hommes utiliseraient pour interpréter le comportement de leurs congénères.

### Théorie-théorie ou simulation?
Depuis les années 1970, des débats, alimentés par les travaux expérimentaux menés en parallèle en psychologie du développement ont vu se confronter deux positions sur la nature de la théorie de l'esprit :
- la théorie de la théorie, qui insiste sur l'organisation proto-scientifique de la théorie de l'esprit ;
- la théorie de la simulation, qui insiste sur la capacité de simuler les états mentaux d'autrui.

Du point de vue de la théorie-théorie, l'utilisation de la théorie de l'esprit relève de l'application d'une théorie. Au sein des défenseurs de la théorie-théorie, plusieurs versions s'opposent quant à son développement. Pour certains, comme Alison Gopnik et Andrew Meltzoff, l'enfant acquiert la théorie de l'esprit de la même manière que les scientifiques construisent des théories (par voie de tests d'hypothèses notamment). Pour d'autres, comme Jerry Fodor, l'enfant dispose de modules cognitifs innés dédiés à la compréhension du comportement des autres qui arrivent à maturation au cours du développement.
Les défenseurs de la théorie de la simulation avancent au contraire que la capacité d'attribuer des états mentaux aux autres individus ne repose pas sur l'application d'une théorie mais sur la capacité de prendre la perspective de l'autre et d'utiliser une simulation de ses propres états mentaux.
Récemment, les débats sur la nature de la théorie de l'esprit se sont davantage tournés vers les mécanismes computationnels et neuronaux de la théorie de l'esprit.

## Psychologie du développement
Le développement de la théorie de l'esprit chez les enfants a donné lieu à de très nombreuses études depuis les années 1980.

### L'attribution de fausses croyances
En lien avec les réflexions proposées par les philosophes s'étant penchés sur la question, les tests visant à déterminer à quel âge les enfants sont capables d'attribuer des fausses croyances ont connu une place centrale dans l'étude du développement de la théorie de l'esprit.

#### La tâche classique de fausses croyances: le test du transfert inattendu
Heinz Wimmer et Josef Perner introduisent en 1983 le protocole opératoire du transfert inattendu (unexpected transfer) qui sera repris sous de nombreuses formes différentes dans des études ultérieures. Dans cette tâche, un enfant-spectateur doit prédire qu'une personne ignorant le déplacement d'un objet le cherchera là où elle croit qu'il se trouve et non là où il est en réalité. En pratique, on présente à l'enfant, à l'aide de poupées et de jouets, l'histoire suivante :
1. Max et sa maman sont dans la cuisine ; ils rangent le chocolat dans le réfrigérateur. Max part rejoindre ses amis pour jouer.
2. Pendant son absence, sa maman décide de préparer un gâteau. Elle prend le chocolat dans le réfrigérateur, en utilise une partie et range le reste du chocolat dans le placard.
3. Plus tard, Max revient ; il veut manger du chocolat. Où va-t-il le chercher ?

L'expérimentateur demande alors à l'enfant-spectateur où il pense que Max va chercher le chocolat.
L'idée sous-jacente au paradigme réside dans le fait que pour répondre correctement que Max va chercher le chocolat dans le réfrigérateur, il faut lui attribuer une fausse croyance concernant la position du chocolat.
Différentes versions de ce paradigme expérimental ont été utilisées dans de nombreuses études. (La version du test de Sally et Anne étant la plus célèbre.) Le pattern de résultats suivant a ainsi émergé : vers 3 ans les enfants ne répondent pas correctement à la question (ils répondent d'après leur propre connaissance de la position du chocolat) alors qu'à partir de cinq ans ils répondent correctement. Si ces résultats ont bien été répliqués et semblent robustes dans différentes cultures, leur interprétation est plus controversée.

#### Interprétation classique et critiques
L'interprétation classique de ces résultats, largement répandue jusque dans les années 2000, est qu'autour de 4 ans, une maturation de la théorie de l'esprit se produit afin de donner lieu à une capacité "méta-représentationnelle". Entre 3 et 5 ans, les enfants développeraient ainsi le concept de croyance : une représentation, dont le contenu peut différer de l'état réel du monde. Avant 4-5 ans les enfants disposeraient tout de même d'une théorie de l'esprit, non mature (prenant en compte que les personnes agissent selon leur désir par exemple).
Il est à noter que malgré son succès, notamment dans l'étude des troubles du développement comme l'autisme (cf infra), ce paradigme expérimental et l'interprétation des résultats en découlant ont été sujet à diverses critiques. Ainsi, Paul Boom et Tim German proposaient en 2000 d'abandonner cette tâche comme mesure de théorie de l'esprit pour deux raisons : d'une part, ce test fait appel à d'autres aptitudes qui sont également en maturation chez le jeune enfant (capacités verbales, fonctions exécutives et notamment inhibition) et d'autre part, il ne permet pas de rendre compte de tous les aspects d'une théorie de l'esprit mature.

#### Attribution automatique de fausses croyances
Au-delà des critiques formulées contre le paradigme, de nouvelles expériences ont remis en cause l'interprétation classique de la tâche de fausse croyance. En effet, à l'aide de mesures implicites telles que le temps de regard, ces études ont indiqué que les enfants semblent attribuer des fausses croyance dès l'âge  de 15 mois,. Les jeunes enfants entre 3 et 4 ans seraient donc capables de se représenter des fausses croyances mais pas encore capables de donner explicitement le bon jugement dans la tâche de fausse croyance classique.

### Autres étapes du développement de la théorie de l'esprit
Les psychologues et neuroscientifiques Uta Frith et Chris Frith résument comme suit les différentes étapes du développement de la théorie de l'esprit :
- À partir de 3 mois : Préférence pour les stimuli sociaux ;
- à partir de 6 mois : Compréhension de l'agentivité et des actions dirigées vers un objectif ;
- à partir de 9 mois :  Attribution d'un principe de rationalité aux agents (les enfants s'attendent à ce que l'objectif de l'agent soit atteint par "le chemin le plus économique/direct") ;
- à partir de 12 mois : Reconnaissance d'agents intentionnels, utilisation de la direction du regard des autres pour prédire leur comportement ;
- à partir de 18 mois : Attribution d'intentions à d'autres personnes, engagement dans des jeux "en faisant semblant", développement attention conjointe (poursuite par l'enfant d'un but qu'un adulte désigne ou regarde, même s'il n'est pas dans le champ visuel direct de l'enfant) ;
- à partir de 3 ans : Utilisation de vocabulaire mentaliste "Je pensais que / je croyais que", prise en compte d'une perspective visuelle différente ;
- à partir de 5 ans : Attribution de fausses croyances de second ordre (Marie croit que Jean croit quelque chose).

## Langage
La théorie de l’esprit, sans être tout à fait nécessaire au langage, constitue tout de même un atout important, autant en communication verbale que non verbale. Un exemple de communication verbale : une personne, appelons-la Catherine, est attendue à une réunion après le dîner, par exemple ; elle demande l’heure à son ami Léo. Celui-ci lui répond « On a le temps de finir de manger. » Ici, Léo ne répond pas directement à la question de Catherine car il a compris qu’elle souhaitait savoir s’ils avaient le temps de terminer le repas, et non pas l’heure qu’il était. Léo a attribué un état mental à Catherine. Des états mentaux peuvent aussi être attribués en communication non verbale. Par exemple, Catherine entre dans la cuisine et voit Léo en train de chercher dans les tiroirs. Elle raisonne alors de manière inférentielle à partir de ce qu’elle voit pour comprendre que Léo veut commencer à préparer le souper et qu’il cherche un ustensile pour ce faire. On peut donc affirmer que Léo et Catherine ont chacun une théorie de l’esprit, car ils arrivent à attribuer des états mentaux l’un à l’autre.[pas clair]

### Acquisition du langage
L’acquisition de la théorie de l’esprit est étroitement liée à l’acquisition de certains aspects du langage. D’une part, l’acquisition de la théorie de l’esprit influence l’acquisition du langage ; d’autre part, l’acquisition du langage influence l’acquisition de la théorie de l’esprit.
L’apprentissage d’une langue aide à l’acquisition de la théorie de l’esprit. En effet, on observe chez les enfants privés de langage au début de leur vie (tels que les enfants sourds diagnostiqués tardivement) un retard dans le développement de la théorie de l’esprit. Selon certains auteurs, ce serait la structure générale du langage qui aurait un impact sur la théorie de l’esprit, comme le fait qu’une idée puisse être insérée de manière répétée dans une phrase (principe de subordination). C'est le cas dans la phrase : « Jacques pense que Jean, qui est son frère, est parti. » Pour d’autres auteurs, ce seraient certaines constructions très spécifiques du langage qui permettraient de développer la théorie de l’esprit. En revanche, comme les langues n’ont pas toutes les mêmes types de construction et qu’il n’a jamais été prouvé que la langue maternelle a un impact sur l’acquisition de la théorie de l’esprit, cela reste à vérifier.
Bien que le langage et la théorie de l’esprit soient liés durant l’acquisition, des études montrent que la perte du langage chez l’adulte n’affecte pas la théorie de l’esprit. Cette hypothèse prouve que langage et théorie de l’esprit sont indépendants,. Pour ce qui est du développement normal, la théorie de l’esprit comporte deux niveaux de représentation mentale, respectivement acquis lorsque les enfants réussissent les tests de fausse croyance de premier et de second ordre aux âges habituels, soit vers 4 à 5 ans puis vers 7 ans. En premier lieu, l’enfant doit posséder « l’habileté à attribuer à autrui des états mentaux en fonction d’un événement objectif » ; en second lieu, il doit pouvoir « évaluer les états mentaux d’une autre personne selon les états mentaux d’une tierce personne en fonction d’un événement objectif ».

#### Acquisition de la théorie de l'esprit et acquisition du langage
La première étape vers l’acquisition de la théorie de l’esprit est l’attention partagée (ou attention conjointe). Celle-ci est cruciale dans l’apprentissage d’une langue. En effet, pour pouvoir assigner un nom à un objet, l’enfant doit savoir ce que l’adulte nomme lorsqu’il parle. C’est d’ailleurs lorsque l’attention partagée avec autrui est mise en place que l’apprentissage du vocabulaire se voit accéléré de manière considérable,,.
Parallèlement à l’attention partagée, l’enfant acquiert la capacité, vers 1 an, de désigner un objet dans le but de demander (pointage impératif) ou dans le but de montrer (pointage déclaratif). Ces actes de pointage sont considérés comme des précurseurs de la théorie de l’esprit. Ils « peuvent être considérés comme les rudiments d’actes de langage ».
Vers 4 ans, grâce au développement de la théorie de l’esprit, l’enfant arrive à s’adapter à la personne avec qui il parle et à bien gérer les tours de parole.
L’enfant de 5 ans commence à réussir les tests de fausses croyances. Ainsi, il acquiert la théorie de l’esprit élémentaire. Le moment de la réussite de ce test est lié à la maîtrise de la communication figurée. De plus, il y a corrélation entre la réussite au test de fausse croyance et la capacité à sélectionner un référent ambigu dans un contexte donné (par exemple : « Prends le ballon » alors qu’il y a plusieurs ballons devrait être interprété comme l’indication de prendre le ballon le plus saillant pour le locuteur).
L’enfant de 6 ans, contrairement aux enfants plus jeunes, réussit les tests de fausses croyances impliquant l’inférence. En d’autres termes, avant 6 ans, il ne peut pas concevoir ce qu'une autre personne infère. Par ailleurs, c’est entre 6 et 8 ans que les enfants commencent à réussir les tests de double inférence. La réussite à ces tests est corrélée à la capacité de départager l’ironie du mensonge.
De plus, la mise en place de la théorie de l’esprit est un atout pour la compréhension de certains verbes, tels que « savoir », « deviner », « se souvenir », « plaisanter », « mentir », etc. Essentiellement, la théorie de l’esprit a un grand impact sur l’acquisition de la faculté de comprendre un message en lien avec un contexte donné (pragmatique).

## Déficits
Certains déficits de la théorie de l'esprit sont présents chez des personnes atteintes de schizophrénie ou encore d’atteinte neurologique due à l'abus d'alcool. Il n’y a pas de consensus actuel sur un déficit de la théorie de l’esprit chez les personnes avec trouble de l’attention avec ou sans hyperactivité(TDAH). Six études différentes ont été menées à ce sujet et cinq d’entre elles démontrent même le contraire. Il semblerait effectivement que les personnes ayant le TDAH n’aient pas de déficit de la théorie de l’esprit à l’instar des personnes autistes, mais qu’elles partagent avec ces derniers des  problèmes d’empathie ainsi que de reconnaissance et de traitement des émotions .

### Autisme
L’autisme n'est plus une psychopathologie depuis 1980, mais une condition neurodéveloppementale dans laquelle plusieurs facettes du développement psychologique de l’enfant seraient touchées d'après la théorie de l’esprit. Prétendument grandement affectés, les autistes auraient une difficulté à participer aux jeux imaginaires, aux interactions sociales et à utiliser adéquatement le langage pragmatique. Les autistes de haut niveau (qui ont un retard social mais dont les habiletés motrices, langagières et imaginatives sont préservées) sont ainsi plus littéraux dans leurs interprétations pragmatiques : si, par exemple, on leur demande « Peux-tu fermer la porte ? », ils peuvent parfaitement répondre « Oui » sans aller la fermer. De plus, ils suivent moins des yeux le regard des autres. Selon Baron-Cohen, ils obtiendraient donc moins d’informations sur ce que veut l'autre, ce qui serait à relier à une moins bonne théorie de l’esprit.
Il y a toutefois une nuance à apporter quant à la théorie de l’esprit chez les personnes autistes. Les recherches récentes montrent chez les autistes un retard plutôt qu’une déficience de la théorie de l’esprit. Ils se démarquent entre autres par le manque de vocabulaire décrivant les états mentaux, et par des compétences pragmatiques faibles, notamment une utilisation peu appropriée du langage pour communiquer, la non observation des critères habituels de politesse et des difficultés à soutenir une conversation. Il est à noter que toutes ces compétences pragmatiques relèvent de la capacité à attribuer des états mentaux à autrui.
D’un autre côté, Baron-Cohen et Howlin ont établi une liste de difficultés résultant d'une déficience de la théorie de l’esprit chez les enfants autistes : 
- « Insensibilité aux émotions d’autrui ;
- Inaptitude à prendre en compte les connaissances d’une autre personne ;
- Inaptitude à discerner les intentions d’autrui ;
- Inaptitude à s'assurer de l’intérêt de la part de l’autre ;
- Difficultés à anticiper ce que l'autre pense de ses propres comportements ;
- Inaptitude à comprendre les malentendus ;
- Difficulté à concevoir la tromperie ;
- Difficulté à reconnaître la motivation, chez l'autre, à poser certains gestes[45]. »

L'épreuve de transfert inattendu décrite plus haut a été proposée à des enfants autistes, des enfants atteints du syndrome de Down et des enfants neurotypiques. Tous ont réussi aux questions-contrôles, ce qui montrait que le test fonctionnait. Les enfants neurotypiques et ceux atteints du syndrome de Down répondaient correctement à la question « Où Maxi ira-t-il chercher le chocolat ? », mais pas les enfants autistes. En effet, à cette question, ils répondaient qu’il irait le chercher dans le placard (endroit où il se trouve réellement) et non dans le réfrigérateur. Les chercheurs en concluent que les enfants autistes ont des lacunes au niveau de la théorie de l’esprit.
Le débat reste ouvert quant aux interprétations de ce protocole d'expérimentation, mais il est moins critiqué que les suivants (test consistant à feindre d'appeler en portant à son oreille une banane, test des Smarties, test du « caillou éponge »…) dont l'aspect de « piège » tendu par l'expérimentateur a été lourdement critiqué (ou du moins l'interférence créée par le rôle de l'expérimentateur). Ainsi, selon G. Bonitatibus, les jeunes enfants seraient incapables de contrôler et gérer la compréhension du paradigme de la communication référentielle car trop occupés à deviner l'intention de l'interlocuteur et à saisir le sens des mots eux-mêmes.
L'utilisation de cette théorie dans le cadre de l'autisme est également critiquée par des autistes.
D'une manière plus générale, l'intérêt de cette théorisation dans le contexte de la psychopathologie est remis en question.
Toutefois, certains auteurs précisent qu’il ne faut pas réduire l’autisme à une lacune au niveau de la théorie de l’esprit, et que celle-ci n’est pas spécifique à l’autisme.

#### Psychophysiologie
Diminution de l’activité des neurones miroirs :
- dans le gyrus frontal inférieur : incapacité à évaluer les intentions d’autrui ;
- dans l’insula et le cingulaire antérieur : absence d’empathie ;
- dans le gyrus angulaire : troubles de la parole.

### Schizophrénie
Le déficit de cognition sociale est un signe clinique de la schizophrénie.
Les schizophrènes ne construisent pas de savoir partagé, ne tiennent pas compte de la compréhension (ou du questionnement) de l’autre. Ce qui entraîne :
- des troubles de la communication dans la vie quotidienne (Champagne, 2006) notamment les aspects pragmatiques, les sous-entendus (ironie[44], métaphore, demande indirecte). Mais le sens littéral des mots est préservé ;
- l’isolement social (Nuechterlein, 2004) ;
- des déficits de la théorie de l’esprit.

Hypothèse : les symptômes et les troubles de la communication de la schizophrénie seraient dus à l’incapacité à se représenter les états mentaux des autres et les siens propres
Parmi les onze symptômes schneidériens (voir Kurt Schneider), plusieurs découlent d’erreurs d’attribution :
- erreurs d’interprétation des intentions d’autrui, de ce que les autres croient ou pensent : délire de référence ou de persécution ;
- difficulté à se représenter ses propres intentions d’agir : vol, imposition et divulgation de la pensée, délires de contrôle, sentiments, actes et impulsions contrôlés.

Piètre connaissance des règles de conversation :
- répondent mal aux demandes de l’interlocuteur (en termes de quantité d’information à donner) ;
- ne saisissent pas ce que l’autre a besoin de comprendre ;
- ne respectent pas les tours de parole.

Contrairement aux autistes, les schizophrènes peuvent utiliser des mots adéquats pour parler d’états mentaux, et se représenter les croyances d'autrui jusqu’à un certain point. D’autre part, lors des phases de délire paranoïaque, ils vivent un excès d’attribution injustifiée d’états mentaux négatifs à autrui. Donc, une personne peut avoir une théorie de l’esprit, mais pas nécessairement d’empathie envers les autres, l’inverse n’étant pas possible. Enfin, le trouble de la théorie de l’esprit est acquis, à la différence des autistes, car certaines de ses bases développées lors de l’enfance demeurent.

#### Mémoire autobiographique
Pour savoir ce que l’autre pense, veut ou croit, l'individu déjà expérimenté recherche d’abord dans ses propres souvenirs une situation similaire dans le passé. Il estime que l'autre agit en fonction de certains objectifs de la même façon que lui, car il suppose que l'autre peut vivre ces mêmes actions, et éprouver ces mêmes émotions et sensations.
Dans la schizophrénie :
- il y aurait un déficit de la mémoire autobiographique (Danion) ;
- le patient raisonne en fonction de son Moi antérieur et non de son Moi actuel ;
- il y a trouble du raisonnement conditionnel sur le matériel social ("si"… "alors"…).

Dans l'autisme, concernant la mémoire sémantique et la mémoire épisodique, Marcaggi et a. (2010) rapportent que « plusieurs études ont mis en évidence ce qui semble être une dissociation : des performances intactes de mémoire sémantique et des performances altérées de mémoire épisodique ».

## Neurosciences sociales
La découverte de systèmes neurocognitifs spécialisés dans la représentation de l’action intentionnelle et des émotions a bouleversé l'approche cognitiviste.
Le mécanisme neurophysiologique principal utilisé serait un système de codage partagé de l’action : les systèmes chez certains primates de neurones miroirs, que la théorie de l'esprit tente d'extrapoler à l'homme. Grâce à l’imagerie fonctionnelle, on a pu montrer que la perception d'une action entraîne dans le cerveau une représentation similaire à ce qu'elle aurait été si le sujet avait agi lui-même.
Le lien entre ces deux approches se situe actuellement dans les hypothèses autour de la structure de représentation motrice du langage et de la pensée.
Le schéma de fonctionnement physiocognitif serait le suivant : 
- « Lecture de l’action » motrice de l’autre : ses comportements mais aussi ses réactions émotionnelles (mouvements du visage par exemple) ;
- « Codage de l’action » (d’autrui), qui se fait en lien (ou « partage ») avec les émotions et les actes issus de notre propre expérience (soi). Ceci génère des « représentations partagées » d’action et d’émotion entre soi et autrui : ce qu’on appelle les processus de « résonance motrice » et de « résonance émotionnelle ».

Cette théorie du partage des émotions motrices rejoint la théorie de l’empathie de Lipps : l’accès aux états mentaux et émotionnels d’autrui reposerait sur une « imitation automatique » de l’autre. De façon générale, on retrouve un mécanisme similaire à différents niveaux. Le mécanisme général est le suivant : la perception d’un événement ou état mental active en même temps le processus de génération ou production de cet état.
Cela se retrouve au niveau du langage avec la théorie motrice de la perception, mais également au niveau émotionnel puisque la génération d’expressions utilise les mêmes systèmes corticaux que la reconnaissance perceptive des émotions chez autrui : processus de « résonance émotionnelle ». Enfin, cela se retrouve au niveau des idées, avec le mécanisme de « contagion des idées » constaté par Sperber, qui serait à la base du développement des sociétés.
Cependant, ces mécanismes de représentation de l'action d'autrui sont insuffisants pour comprendre celui-ci : si l'on peut suivre le regard de l'autre et identifier ce qu'il regarde, il faut inclure la représentation de la croyance afin d'identifier le sens, pour l'autre, de cette action. Cette capacité est connue chez l'homme et chez certains primates, tels les chimpanzés ou les grands singes. Les aires cérébrales concernées sont le sillon temporal supérieur et la jonction temporo-pariétale (STS-TPJ), le cortex cingulaire postérieur et antérieur, le cortex orbitofrontal latéral et médial et l’amygdale.
La compréhension des croyances d'autrui implique-t-elle dans ces régions une inhibition de la compréhension de soi, ou bien le cerveau mène-t-il ces deux activités en parallèle ? La question n'est pas tranchée.

## Intelligence artificielle
La théorie de l'esprit sous-entend qu'une représentation mentale est un phénomène interne au système cognitif et qu'elle est spécifiée préalablement à toute activité cognitive. Ainsi, la faculté de prédire un comportement en fonction des connaissances nécessite des compétences déductives spécifiques, et notamment celle de distinguer le vrai du faux : « Max a vu que le chocolat était rangé dans le placard A » Vrai, « Max n'a pas vu le déplacement du chocolat dans le placard B » Vrai, donc « Max ira chercher le chocolat dans le placard A » Vrai,.
En informatique, le type d'architecture correspondant à cet univers structuré en représentations dont dépendrait le sens de ce qui est perçu, est appelé système symbolique. Basés sur un système d'inférences, les systèmes symboliques sont incapables de traiter les problèmes concernant les représentations des représentations mentales, sauf à employer des subterfuges. À ces modèles symboliques, on oppose les systèmes connexionnistes (ou neuromimétiques) dont la règle de fonctionnement repose sur le principe de Hebb établissant une moyenne pondérale des forces de connexion neuronales. Le perceptron est l'exemple le plus élémentaire de ce type d'architecture. Ici, il n'y a aucune règle d'encodage. Pourtant, un perceptron suffit pour identifier un visage comme étant féminin ou masculin . Cette évaluation probabiliste est également suffisante pour modéliser la prédiction d'une action en fonction d'un certain nombre de connaissances.
Une étude de l'université de Stanford montre que la théorie de l'esprit semble être une capacité émergente des modèles de langage neuronaux les plus gros conçus après 2022, notamment les modèles gpt3-davinci-002 et gpt3-davinci-003 de OpenAI.

## Chez les animaux
Des expériences ont mis en évidence, notamment chez les chimpanzés, parmi plusieurs espèces de singe, le cheval, le perroquet gris du Gabon, la capacité de prêter aux autres des états mentaux. Chez les chiens, des travaux prouvent qu'il s'agit d'une prédisposition innée et non apprise qui est déjà présente chez les chiots. Une étude publiée en 2021 montre que les chiens se comportent différemment selon que les actions d'un expérimentateur humain sont intentionnelles ou non. Cela suggère que les chiens peuvent être capables d'identifier l'intention-en-action de l'expérimentateur.